# Laura El Makki
Laura El Makki est une auteure, journaliste et une productrice de radio française.

## Biographie
Dès 2008, Laura El Makki rejoint la rédaction de Le Magazine littéraire, avant d’animer l'émission On n'a pas fini d'en lire sur France Inter,,. En 2009, elle est diplômée d’un master 2 de littérature française à la Sorbonne-Paris IV.
Entre 2009 et 2016, Laura El Makki collabore avec Guillaume Gallienne dans l’émission Ça peut pas faire de mal. Toujours sur France Inter, elle écrit et produit des fictions radiophoniques et programmes estivaux dont la série Un été avec Proust  en 2013, Les beaux esprits se rencontrent en 2014 ou 1001 mondes en 2016,,.

## Ecriture
Laura El Makki se consacre à la transmission des grands textes du patrimoine littéraire. Biographe, elle dédie un ouvrage au philosophe, naturaliste et poète américain Henry David Thoreau, ainsi qu’un second à la vie et l’œuvre de l’écrivain britannique Herbert George Wells,,.
Elle est également l’auteur d’Un été avec Victor Hugo, écrit en collaboration avec Guillaume Gallienne et publié aux éditions France Inter/Équateurs en 2016 et de Les Sœurs Brontë : La force d’exister chez Tallandier en 2017,,,.

## Enseignement
Depuis septembre 2017, Laura El Makki est professeur à Sciences Po. Son enseignement s’attache à l’écriture biographique. Elle anime aussi, depuis 2016, un atelier d'écriture nommé Comment raconter une vie ? à l'école Les Mots. Régulièrement, elle intervient à l'Université de Versailles-Saint-Quentin-en-Yvelines, dans le cadre d'un séminaire qui croise les thématiques de littérature et de justice, intitulé « L'Arbre des libertés », et co-créé avec le professeur de droit en libertés fondamentales Nathalie Wolff.

## Roman
En septembre 2023, elle publie son premier roman : Combien de lunes aux éditions Les Escales. 

## Publications

### Roman
- Combien de lunes, Editions Les Escales, 2024 ; Pocket, 2025

### Biographies
- Henry David Thoreau, Marie Berthoumieu, Laura El Makki, Éditions Gallimard, coll. « Folio Biographies » no 115, 192 p., 2014  (ISBN 978-2-07-045593-5)
- H. G. Wells, Éditions Gallimard, coll. « Folio Biographies » no 130, 256 p., 2016  (ISBN 978-2-07-046230-8)
- Un été avec Victor Hugo, Laura El Makki, Guillaume Gallienne, Éditions des Équateurs, coll. « Parallèles », 222 p., 2016  (ISBN 978-2-84990-452-7)
- Les Sœurs Brontë : la force d'exister, Éditions Tallandier, 320 p., 2017  (ISBN 979-10-210-2437-3) ; réédition, 10/18, coll. « Domaine français » no 5454, 2019, 264 p.  (ISBN 978-2-264-07396-9)
- Adèle Hugo, ses écrits, son histoire, Editions Seghers, 2025

### Essais
- Petit éloge de l'imagination, Editions Les Pérégrines, 2025

### Contributions
- Un été avec Proust, ouvrage collectif, Éditions des Équateurs, coll. « Parallèles », 236 p., 2014  (ISBN 978-2-84990-298-1)
- Les Incomprises, avec Pierre Grillet et Atiq Rahimi, Éditions Michel Lafon, 188 p., 2021  (ISBN 978-2-749-94156-1)
- Des hommes, des femmes, nos libertés, avec Nathalie Wolff, Elsa Oriol et Pancho, Editions Lefebvre Dalloz, 2022
- La justice selon Kafka, Editions Lefebvre Dalloz, 2024
- Une vie à écrire, Editions Le Cherche Midi, 2023

### Préfaces
- Jane Austen, une passion anglaise de Fiona Stafford, Editions Tallandier, 2019,  (ISBN 979-1-02103-743-4)
- De l'amour de H. G. Wells, Éditions Gallimard, coll. « Quarto », 2021, 1024 p.,  (ISBN 9782072849442)
- Lettres choisies de la famille Brontë, Éditions Gallimard, coll. "Folio classique", 2020
- Lettres sur la botanique de Jean-Jacques Rousseau, Éditions Gallimard, coll. « Folio 2€ » no 6493, 2018, 96 p.  (ISBN 978-2-07-276910-8)
- Conseils à sa fille de Nicolas de Condorcet, avec Nathalie Wolff, Editions Gallimard, coll. « Folio 2€ », 2023
- Kafka, justicier ?, avec Nathalie Wolff, Editions Gallimard, coll. « Folio 2€ », 2024
- Pénélope, dernier chapitre du roman Ulysse de James Joyce, Editions Gallimard, coll. « Folio 2€ », 2024